# Chronologie de l'Ontario
L'Ontario est devenue une province du Canada en 1867. Cet article comprend aussi l'histoire du territoire ajouté à la province depuis cette date.

## Avant 1763
- Avant l'arrivée des Européens, le territoire qu'occupe aujourd'hui l'Ontario était occupé par des Algonquins et des Iroquois.
- 1610-1612 : Étienne Brûlé explore la région qui constitue aujourd'hui le sud de l'Ontario.
- 1611 : Henry Hudson visite la baie d'Hudson et réclame la région pour la Grande-Bretagne.
- 1615 : Samuel de Champlain visite le lac Huron, après lequel les missionnaires français établissent des avant-postes dans la région.
- 1648 : des Iroquois détruisent une mission française près du site du futur Midland.
- Vers 1650 : les Iroquois chassent les Hurons de leur territoire au sud de la province actuelle.
- la Compagnie de la Baie d'Hudson obtient une charte royale pour conduire la Traite indienne dans le territoire dont les fleuves s'écoulent à la baie d'Hudson.
- fondation du Fort Frontenac près du site du futur Kingston.
- la Compagnie de la Baie d'Hudson établit un poste de commerce à Moose Factory, maintenant le plus ancien établissement anglophone de l'Ontario. Pendant les années qui suivent, les commerçants de la compagnie et leurs descendants Métis fondent plusieurs établissements dans l'ouest des Grands Lacs, notamment deux qui sont aujourd'hui Sault-Sainte-Marie et Détroit.

## Province de Québec (1763-1791)
- 1763 : le Traité de Paris accorde le Canada à la  Grande-Bretagne, qui le nomme Province of Quebec dans la Proclamation royale de 1763.
- 1774 : la Grande-Bretagne proclame l'Acte de Québec pour assurer la fidélité de la nouvelle province. L'acte garantit la survie de la foi catholique romaine et de la loi civile française. L'acte élargit la Province de Québec en y attachant les territoires de l'Ohio et de l'Illinois ; ses nouvelles frontières comprennent les Appalaches dans l'est, la rivière Ohio dans le sud, le Mississippi dans l'ouest, et la Terre de Rupert dans le nord.
- 1784 : environ 10 000 loyalistes émigrés des États-Unis qui restaient fidèles à la couronne britannique sont installés dans le sud de l'Ontario de nos jours, principalement dans la région de Niagara, aux alentours de la baie de Quinte, et au long du fleuve Saint-Laurent. Ainsi commence une grande immigration des Américains, dont les immigrants arrivés plus tard souvent étaient motivés par la disponibilité des terres arables aux prix avantageux plutôt que par des sentiments monarchistes. Cette immigration crée deux centres importants : Kingston et Hamilton.

En même temps grand nombre d'Iroquois loyaux à la grande-Bretagne arrivent des États-Unis et sont installés sur des réserves à l'ouest du lac Ontario.
- 1788 : les britanniques achètent 250 000 acres (1 000 km2) et sur ce territoire établissent York (aujourd'hui Toronto).

## Haut-Canada, 1791 à 1840
- 1791 : l'Acte Constitutionnel de 1791 divise le Québec en Haut-Canada (la partie actuelle de l'Ontario au sud du lac Nipissing plus l'actuelle côte de la Baie Georgienne et du Lac Supérieur) et Bas-Canada (la partie sud de l'actuel Québec). La première capitale du Haut-Canada est Newark (aujourd'hui Niagara on the Lake), en 1796 elle a été transférée à York, aujourd'hui Toronto.

La population du Haut-Canada est d'environ 14 000 habitants (celle du Bas Canada est d'environ 165 000 soit au moins douze fois plus).
- 1792: Le traité n°3, qui précise l'acte d'Achat entre les lacs signé en 1784, est conclu au Navy Hall de Lincoln le 7 décembre 1792 entre des représentants de la Couronne britannique et des représentants ojibwés[1]. Ce traité octroie à la Couronne la propriété d'environ 3 millions d'acres entre le Lac Érié et le Lac Ontario[2].
- 1793 : John Graves Simcoe est nommé en tant que premier gouverneur du Haut-Canada. Il encourage l'immigration en provenance des États-Unis, construit des routes et abolit l'esclavage qui ne représentait pas une institution économique importante dans le Haut-Canada. L'esclavage est aboli en 1793 par l'Acte contre l'esclavage, qui stipulait que tous les esclaves devaient être affranchis avant 1810 ; cet objectif a probablement été atteint bien avant cette date.
- 1794 : Le Traité de Jay est signé le 19 novembre. Il stipule que les Anglais acceptent de quitter les forts des Grands Lacs en territoire américain.
- 1800 : première installation de colons européens sur le site de l'actuelle Ottawa.
- 1803 : la Compagnie du Nord-Ouest déplace son siège social situé au centre du pays à Grand Portage dans le Minnesota vers Fort William, aujourd'hui partie intégrante de Thunder Bay, de manière à être présent dans le Haut-Canada.
- 1803 : Thomas Talbot se retire sur la terre qui lui a été accordée en Ontario de l'Ouest, près de l'actuel Saint Thomas, et commence à la mettre en valeur. Il a finalement défriché 65 000 acres (environ 260 km2). Son obstination à construire et à maintenir des routes en état, ainsi qu'à réserver les terres bordant ces routes à des usages productifs plutôt qu'à les laisser servir de réserve au Clergé ont amené cette région à devenir la plus prospère de la province.
- 1804 : première installation de colons européens sur le site de l'actuelle Waterloo.
- 1807 : première installation, Ebytown, sur le site de l'actuelle Kitchener.
- 1812- 1814 : Guerre de 1812 avec les États-Unis. Le Haut-Canada est la cible principale des Américains, depuis qu'il est faiblement défendu et peuplé majoritairement d'immigrants américains. Cependant, des divisions aux États-Unis concernant la guerre, l'incompétence des chefs militaires américains et l'action prompte et décisive du commandant britannique, Sir Isaac Brock, ont permis de garder le Haut-Canada dans l'Amérique du Nord britannique.

L'un des héritages de la guerre dans le Haut-Canada est un fort sentiment d'antiaméricanisme qui persiste de nos jours et forme une composante importante du nationalisme canadien.
- 1812-1813 : Détroit est capturé par les Anglais le 6 août 1812. Le territoire du Michigan passe sous contrôle britannique jusqu'à son abandon en 1813.
- 1814 : la population est de 95 000 habitants.
- 1816 : Waterloo adopte son nom actuel en l'honneur de la bataille de Waterloo.
- 1817 : par la Convention Rush - Bagot, l'Angleterre et les États-Unis acceptent de garder leurs grands vaisseaux de guerre en dehors des Grands Lacs.
- 1818 : la Convention de 1818 met fin à la dispute entre les Anglais et les Américains concernant les limites des zones de pêche.
- 1820 : l'Accord Talbot est désormais complètement achevé, ayant été repris après les interruptions dues aux années de  guerre.
- 1821 : la Compagnie du Nord-Ouest fusionne avec la Compagnie de la Baie d'Hudson.
- 1823 : Peter Robinson fonde le district de Bathurst près d'Ottawa avec des immigrants du Comté de Cork, en Irlande.
- 1824 : l'Église d'Écosse se voit accorder une part des revenus de la réserve du Clergé.
- 1825 : Peter Robinson fonde Scott's Plains (renommé plus tard Peterborough en son honneur).
- 1826 : début de la fondation de London.
- 1826 : avec la création de la Compagnie du Canada, les nouvelles terres ne sont plus accordées aux immigrants désireux de s'installer à la tête d'un domaine ou d'une ferme.
- 1829 : en conséquence de la loi sur les fugitifs en fuite en vigueur aux États-Unis, la première colonie de pionniers noirs arrive en provenance de l'Ohio dans les terres enneigées au nord de London, en Ontario. La route qu'ils suivirent jusqu'au Haut-Canada deviendra connue sous le nom de « le chemin de fer clandestin ».
- 1831 : la population passe à 236 000.
- 1832 : achèvement du Rideau Canal reliant Kingston à Ottawa après six ans de travaux.
- 1832 : une grave épidémie de choléra se répand rapidement depuis le Bas Canada, tuant des milliers de personnes.
- 1833 : construction du premier canal Welland par William Hamilton Merritt.
- 1837 : rébellion de 1837. Rébellion du Haut-Canada envers le gouvernement central. Une rébellion similaire (la Rébellion du Bas Canada) a lieu au Québec.
- 1839 : Lord Durham publie son rapport sur les causes de la rébellion de 1837.
- 1840 : l'Assemblée vote une loi permettant la vente des réserves du Clergé, mais elle est désapprouvée par le gouvernement britannique.
- 1840 : le Haut-Canada est désormais lourdement endetté du fait de ses énormes investissements dans les canaux.

## Province du Canada, 1841-1867
- 1841 : Le Haut-Canada et le Bas-Canada sont unis par l'Acte d'Union (1840) pour former la Province du Canada, tel que recommandé par Lord Durham. Le Haut-Canada s'appelle alors le Canada-Ouest et le Bas-Canada le Canada-Est
- 1841 : Population : 455 000.
- 1841 : Sydenham meurt sur la route et est remplacé par Sir Charles Bagot. Le mouvement pour un gouvernement responsable qui avait grandi sous Sydenham est alors si fort que Bagot se rend compte que pour gouverner effectivement il doit faire entrer des leaders français dans son conseil exécutif. Une fois entré, Louis-Hippolyte La Fontaine réformiste du Canada-Est, insiste pour faire entrer également Robert Baldwin, réformiste du Canada-Ouest. Bagot accepte.
- 1843 : Bagot se retire pour cause de maladie et est remplacé par Sir Charles Metcalfe qui est déterminé à ne pas faire d'autres concessions aux colons. Metcalfe refuse une demande de Baldwin et Francis Hincks que les nominations officielles soient approuvées par l'assemblée. Les ministres dans l'assemblée démissionnent et à l'élection qui s'ensuit, une mince majorité supportant Metcalfe revient.
- 1846 : Le Secrétaire d'État aux colonies, Lord Grey, émet la directive que les lieutenant-gouverneurs doivent régler les affaires avec le consentement des gouvernés. Les conseils exécutifs doivent être sélectionnés parmi la majorité dans l'assemblée, et changent quand la confiance de l'assemblée change. La Grande-Bretagne est alors en train d'abandonner ses principes mercantilistes qui avaient guidés sa politique impériale, et alors que le commerce n'est plus restreint, les politiques coloniales locales ont besoin de ne plus être restreintes.
- 1846 : La Grande-Bretagne commence l'abolition de ses tarifs préférentiels aux colonies, débutant par les Corn Laws. Ces actions vont mener à des accords commerciaux négociés avec les États-Unis.
- 1847 : Le Canada reçoit 104 000 immigrants, plusieurs souffrant du typhus, désirant échapper à la Grande famine en Irlande. On dénombre 1700 décès liés au typhus, incluant des médecins, des infirmières, des prêtres et autres personnes venant en aide aux malades. La quarantaine se passait à la terre de Grosse-Île sur le fleuve Saint-Laurent et à l'île Partridge près de Saint-Jean au Nouveau-Brunswick. Nombre d'entre eux se sont ensuite établis au Canada-Ouest. Bytowm (Ottawa), Kingston et Toronto en reçoivent plus qu'ailleurs.
- 1848 : Lord Elgin, qui remplace Metcalfe en 1847, demande à Baldwin et Lafontaine de former un gouvernement à la suite de leur victoire aux élections de l'assemblée. C'est le premier gouvernement responsable de la Province du Canada.

## Province d'Ontario, 1867 à nos jours
- 1867 : le Canada-Ouest devient la province de l'Ontario[3].
- 1870 : loi créant les « High schools » et les « Collegiate institutes ».
- 1871 : premier recensement suivant la Confédération. On dénombre 1 620 851 personnes en Ontario.
- 1871 : loi de l'instruction obligatoire.
- 1874 : création de la Ligue des femmes chrétiennes pour la tempérance (Womens Christian Temperence Union)
- 1874 : mise sur pied du vicariat apostolique du Canada-Nord (Peterborough).
- 1876 : création d'un ministère de l'Éducation.
- 1876 : le gouvernement provincial prend le contrôle de l'émission des permis d'alcool.
- 1876 : fondation de l’Ontario School of Art.
- 1882 : création d'un département de l'Agriculture.
- 1883 : début de l'exploitation du minerai de nickel à Sudbury.
- 1885 : S. J. Ritchie fonde la Canadian Copper Company qui devient The International Nickel Company (INCO) en 1902.
- 1886 : loi de la compensation pour les accidents de travail
- 1889 : abolition de l'usage des manuels en langue française dans les écoles de l'Ontario.
- 1892 : création d'un bureau des Mines.
- 1894 : loi sur la consultation et l'arbitrage obligatoire lors des conflits de travail.
- 1897 : loi selon laquelle les chutes d'eau sont propriété de la Couronne.
- 1900 : création d'un bureau du Travail.
- 1901 : loi des universités (University Act).
- 1904 : fondation du diocèse de Sault Sainte-Marie.
- 1905 : fondation de la « Champlain Society ».
- 1905 : début de l'exploitation des mines d'argent à Cobalt.
- 1906 : création de la Commission Hydro-électrique de l'Ontario.
- 1910 : fondation de l'Association canadienne française d'éducation de l'Ontario.
- 1910 : rapport du Comité d'enquête sur les écoles primaires bilingues (premier rapport Merchant).
- 1911 : la population urbaine représente 52 %.
- 1912 : le Règlement XVII.
- 1912 : le territoire de l'Ontario s'étend jusqu'à la baie d'Hudson.
- 1912 : « The Industrial Education Act ».
- 1913 : fondation du journal Le Droit à Ottawa.
- 1914 : Première Guerre mondiale
- 1914 : Abitibi Pulp and Paper s'installe à Iroquois Falls.
- 1915 : « La P'tite Commission ».
- 1916 : « The Ontario Temperance Act » interdit la vente et la fabrication d'alcool en Ontario pour la durée de la guerre.Descente lors de la prohibition
- 1916 : le grand incendie
- 1917 : la Conscription.

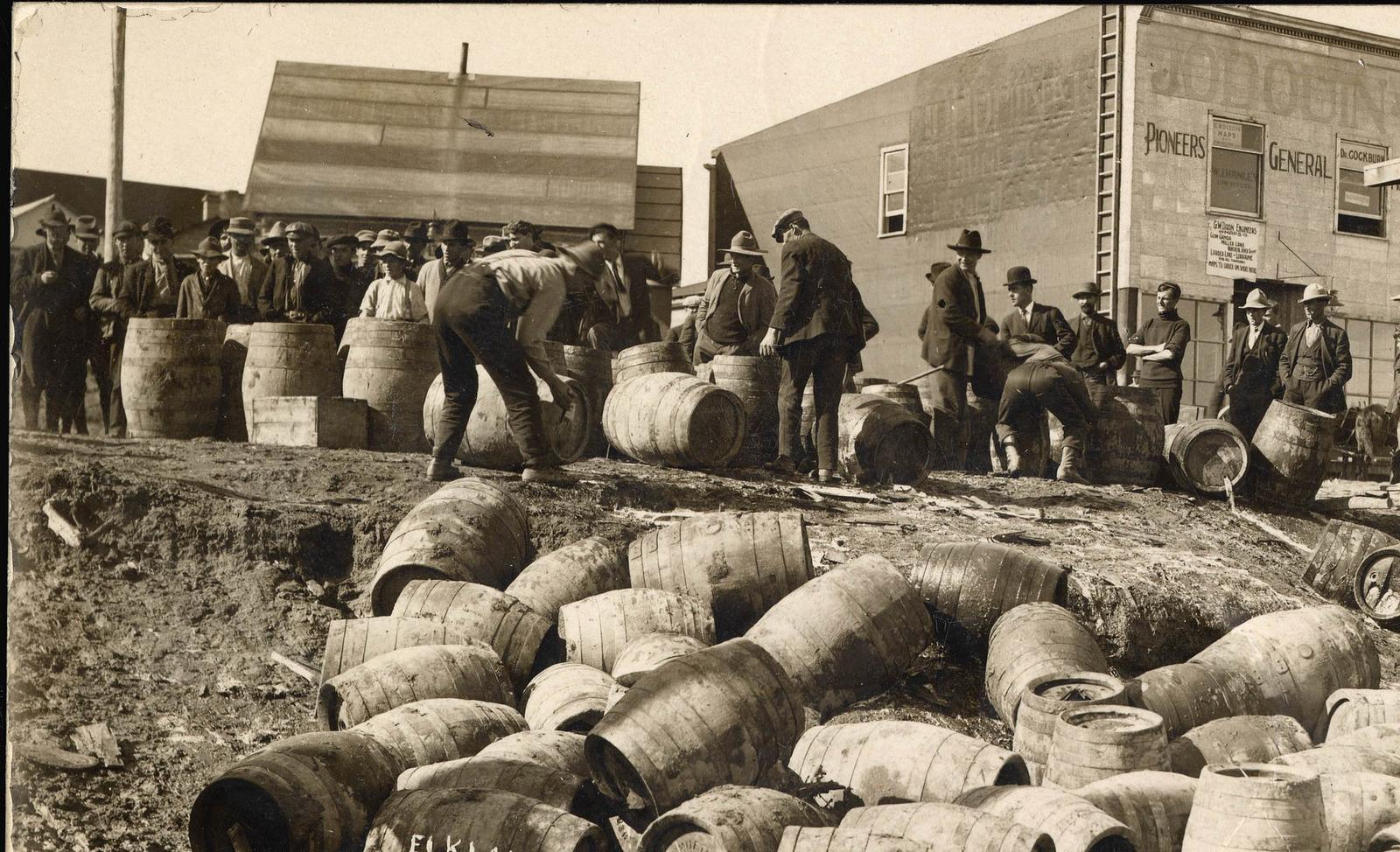
Descente lors de la prohibition

- 1919 : le manifeste des Fermiers-Unis de l'Ontario.
- 1919 : victoire des Fermiers-Unis aux élections provinciales.
- 1920 : compromis dans le conflit scolaire à Ottawa.
- 1921 : « The Adolescent Education Act » augmente l'âge de la scolarité à seize ans.
- 1921 : plébiscite sur la prohibition. Début de l'Ontario « sec ».
- 1927 : deuxième rapport de la Commission d'enquête sur l'état des écoles bilingues (deuxième rapport Merchant).
- 1927 : Abolition du Règlement XVII
- 1927 : abolition de la prohibition et création de la « Liquor Control Board of Ontario ».
- 1929 : crise économique mondiale.
- 1931 : statut de Westminster.
- 1931 : mouvement de retour à la terre.
- 1939 : Seconde Guerre mondiale.
- 1944 : le Règlement XVII disparaît des statuts de l'Ontario.
- 1944 : loi contre la discrimination raciale (Anti-Discrimination Act).
- 1950 : rapport de la Commission royale d'enquête sur l'éducation en Ontario (Commission Hope).
- 1952 : fondation du diocèse de Thunder Bay.
- 1958 : fondation du diocèse de Saint Catharines.
- 1961 : loi sur le salaire des femmes (The Female Employees Fair Remuneration Act).
- 1963 : loi créant le Conseil des arts de l'Ontario.
- 1968 : le rapport Hall-Dennis (buts et objectifs de l'éducation).
- 1968 : loi des écoles secondaires
- 1968 : reconnaissance de l'usage de la langue française à la législature ontarienne.
- 1968 : le rapport du Comité sur les écoles de langue française en Ontario (rapport Bériault).
- 1969 : rapport du comité franco-ontarien d'enquête culturelle (rapport Saint-Denis).
- 1971 : rapport d'enquête sur le Théâtre jeunesse franco-ontarienne.
- 1980 : rapport sur la situation des écoles secondaires mixtes en Ontario (rapport Rollande Soucie).
- 1986 : loi sur les services en langue française.
- 1987 : la chaine française de TV Ontario diffuse quotidiennement.